# Crime of the Century
Crime of the Century és el tercer àlbum d'estudi del grup de rock anglès Supertramp, publicat el setembre de 1974 per A&M Records. Crime of the Century va suposar un gran pas en la carrera comercial de Supertramp tant als Estats Units com al Regne Unit, ajudat per l'èxit dels temes "Dreamer" i "Bloody Well Right". L'àlbum va arribar al número 4 dels UK Albums Charts del regne Unit, i al número 38 del Billboard 200 dels Estats Units.
El 1977 va ser certificat disc d'or per la RIAA. Se'n van extreure dos senzills; "Dreamer" que va arribar al número 13 dels UK Singles Charts, i "Bloody Well Right" que va arribar al número 35 dels Billboard Hot 100.
L'àlbum va ser el primer de Supertramp que va comptar amb el bateria Bob Siebenberg (aleshores acreditat com a Bob C. Benberg), el saxofonista John Helliwell, el baixista Dougie Thomson i el coproductor Ken Scott. L'àlbum va rebre un gran èxit de crítica, i es va incloure en els "50 millors àlbums de rock de tots els temps de Rolling Stone".
L'àlbum està dedicat "A Sam", que és el sobrenom per a Stanley August Miesegaes, el milionari holandès que va recolzar financerament la banda des de 1969 al 1972.

## Disseny de la portada
La fotografia de la portada va ser el primer treball de Paul Wakefield per a un disc. El director d'art d'A&M Records, Fabio Nicoli, va convidar a Wakefield a l'estudi on la banda estava gravant i li va fer llegir les lletres de les cançons. Amb el títol de l'àlbum ja escollit, Wakefield va començar a preguntar-se "quina seria la imatge adecuada per al concepte "el crim del segle " i la va trobar en una frase de la cançó "Asylum": "quan em persegueixen i es riuen de mi dins la meva gàbia." La imatge que li va venir va ser una finestra de la cel·la de la presó que flotava a l'espai amb una persona que cridava silenciosament a través de les barres. La idea va ser aprovada per la banda, i quan Wakefield va començar a desenvolupar-la, va reduir el pres a només les mans que s'agafaven a les barres, "una renúncia a un destí que l'altre no tenia. Em va semblar que no hi hauria cap indult." Un amic va fer el conjunt de barres d'alumini polit i el va soldar a un suport, i a sota seu, el germà bessó de Wakefield va agafar les barres, amb les mans blanquejades amb maquillatge d'escenari. A través d'una exposició múltiple, Wakefield va rodar 12 imatges sobre pel·lícules de transparència, que després va combinar amb estrelles de fons, que en realitat era un panell negre ple de forats fets en diferents mides de claus i agulles que simulaven les estrelles, després va col·locar una llum al darrere per obtenir la luminositat. La meitat de les imatges obtingudes van tenir el resultat esperat. La fotografia de la contraportada, que comptava amb membres del grup en roba interior amb vestits de vestir i barrets de copa, es va fer perquè originàriament es volia que l'àlbum tingués un format desplegable que es pogués obrir fent l'efecte de portada doble. Finalment no es va dur a terme per un problema de costos.

## Rebuda i Crítiques musicals
L'àlbum va tenir un particular èxit al Canadà, entrant a les llistes durant més de dos anys i venent més d'un milió de còpies.
El 1978, Crime of the Century es va classificar en el lloc número 108 de The World Critic Lists, que va reconèixer els 200 àlbums més grans de tots els temps. Llista que va sorgir de les votacions de crítics de rock i DJs. La crítica retrospectiva d'Adam Thomas a Sputnikmusic el va descriure com un de les millors àlbums de la dècada de 1970 per la seva potent expressió de la confusió i l'alienació dels joves adults i pel contrast constant entre els elements progressius i pop.
A l'edició de 1987 de The World Critic Lists, Geoff Edwards de CBC va classificar Crime of the Century el 10è àlbum més gran de tots els temps. En una enquesta pública de 1998, que va acumular els vots de més de 200.000 aficionats a la música, va ser votat entre els millors 1000 àlbums de sempre, i va ser inclòs al llibre del 2005 "1001 Albums You Must Hear Listen Before You Die". El 2015, va ser escollit el 27è àlbum de rock progressiu més gran de tots els temps d'una llista de cinquanta segons la revista Rolling Stone. Paul Elliott de la revista Classic Rock el va anomenar com a una obra mestra del rock progressiu.
El crític musical Rober Christgau es va mostrar excèptic sobre l'àlbum; "Diuen que aquest és el rock and roll del futur, que em sembla un pensament depriment tot i que (o perquè) l'amalgama és moderadament intel·ligent." El va puntuar amb una C+. En una crítica retrospectiva, el portal web Louder Sounds defineix l'àlbum com "una obra maestra menor de l'art de la cançó mordaç i musicalitat destra, que va comptar amb moltes de les millors cançons de Supertramp." Allmusic va destacar que el grup va crear el seu so característic amb aquest àlbum i els definia com uns elitistes descarats, una variació art rock d'Steely Dan o potser uns 10cc menys difícils, ple de bromes i al·lusions tallants amb els seus extensos arranjaments artístics de rock al saxofon.
Moltes de les cançons de l'àlbum estan incloses en el repertori en directe de la banda ("School", "Bloody Well Right", "Rudy", "Dreamer", "Asylum", "Hide in your shell" i la cançó del títol). Gairebé la totalitat de l'àlbum apareix a l'àlbum en directe de la banda de París de 1980, tot i que els temes que presenten orquestracions a les versions d'estudi ("Asylum", "Rudy" i "Crime of the Century") van ser substituïts per sintetitzadors de corda o sintetitzadors d'Oberheim, que s'interpretàven principalment per John Helliwell amb el suport de Hodgson. Aquest, també ha inclòs cançons de l'àlbum (“Dreamer”, “Hide in Your Shell”, “School” i “If Everybody Listening”) en els seus concerts en solitari.

## Llista de temes
Totes les pistes per Rick Davies i Roger Hodgson.
| 1. | «School»             | Hodgson and Davies | 5:35 |
| 2. | «Bloody Well Right»  | Davies             | 4:32 |
| 3. | «Hide in Your Shell» | Hodgson            | 6:49 |
| 4. | «Asylum»             | Davies and Hodgson | 6:45 |

| 5. | «Dreamer»                   | Hodgson and Davies | 3:31 |
| 6. | «Rudy»                      | Davies and Hodgson | 7:17 |
| 7. | «If Everyone Was Listening» | Hodgson            | 4:04 |
| 8. | «Crime of the Century»      | Davies             | 5:36 |

## Llistes
| Llista                            | Posició |
| --------------------------------- | ------- |
| Australian Kent Music Report      | 15      |
| Canadian RPM Albums Chart         | 4       |
| Dutch Albums Chart                | 25      |
| French SNEP Albums Chart          | 19      |
| German Media Control Albums Chart | 5       |
| New Zealand Albums Chart          | 12      |
| UK Albums Chart                   | 4       |
| US Billboard 200                  | 38      |

| (1975)                  | Posició |
| ----------------------- | ------- |
| Australian Albums Chart | 42      |
| Canadian Albums Chart   | 64      |
| (1976)                  | Posició |
| Australian Albums Chart | 63      |
| Canadian Albums Chart   | 53      |
| (1979)                  | Posició |
| French Albums Chart     | 95      |